# 581년

## 연호
- 남진(南陳) 태건(太建) 13년
- 후량(後梁) 천보(天保) 20년
- 북주(北周) 대정(大定) 원년
- 수(隋) 개황(開皇) 원년
- 신라(新羅) 홍제(鴻濟) 10년

## 기년
- 남진(南陳) 선제(宣帝) 13년
- 북주(北周) 정제(靜帝) 3년
- 수(隋) 문제(文帝) 원년
- 신라(新羅) 진평왕(眞平王) 3년
- 고구려(高句麗) 평원왕(平原王) 23년
- 백제(百濟) 위덕왕(威德王) 28년

## 사건
- 동돌궐의 사발략 카간 즉위
- 북주 쓰러지고 수나라 일어남

## 탄생
- 신라(新羅)의 무신(武臣) 비형랑(鼻荊郞)